# Сухоруков, Николай Николаевич
Николай Николаевич Сухоруков (род. 23 августа 1981, Ленинград, СССР) — российский профессиональный баскетболист, выступал на позиции защитника.

## Карьера
Воспитанник петербургского баскетбола, является учеником Анатолия Штейнбока. Не имея игровой практики в «Спартаке», в 2002 году перешёл в «Конти», в котором пост второго тренера занимал Штейнбок. Затем пять лет провел во владивостокском «Спартак-Приморье».
В сезоне 2009/2010 выступал за «Нижний Новгород», с которым выиграл чемпионат Суперлиги Б.
Сезон 2010/2011 начал в БК «Рязань», но в декабре 2010 года игрок и клуб расторгли контракт по обоюдному согласию.

## Достижения
- Победитель Суперлиги Б: 2009/2010